# 石川弟人
石川 弟人（いしかわ の おとひと、生没年不詳）は、奈良時代の貴族。姓は朝臣。官位は従五位下・主計頭。名は乙人・己人とも表記する。

## 経歴
淳仁朝初頭の天平宝字2年（758年）頃玄蕃助を務めた。天平宝字5年（761年）正月に従五位下に叙爵し、同年10月に壬生宇太麻呂の後任として玄蕃頭に昇格している。天平宝字7年（763年）越後守として地方官に転じた。
天平宝字8年（764年）に発生した藤原仲麻呂の乱では難を逃れたらしく、称徳朝の神護景雲2年（768年）主計頭に任じられている。

## 官歴
注記のないものは続日本紀』による。
- 天平宝字2年（758年） 日付不詳：見玄蕃助[1]
- 時期不詳：正六位上
- 天平宝字5年（761年） 正月2日：従五位下。10月1日：玄蕃頭
- 天平宝字7年（763年） 正月9日：越後守
- 神護景雲2年（768年） 2月18日：主計頭